# Carl Goßler
Carl Heinrich Goßler (* 17. April 1885 in Hamburg; † 9. September 1914 in Maurupt-le-Montois, Département Marne, Frankreich) war ein deutscher Ruderer, der mit dem Vierer mit Steuermann 1900 erster deutscher Olympiasieger im Rudern wurde, gemeinsam mit seinen Brüdern Gustav und Oskar.

## Olympiateilnahme
Bei den Olympischen Spielen 1900 wurden auf der Seine in Paris erstmals olympische Wettkämpfe im Rudern ausgetragen. Der Hamburger und Germania Ruder Club stellte einen Vierer mit Steuermann mit Gustav Goßler, Oskar Goßler, Walther Katzenstein, Waldemar Tietgens und Carl Goßler als Steuermann. In den Vorläufen am 25. August konnte sich der Vierer mit Steuermann als Erster seines Vorlaufs für das Finale qualifizieren.
Es gab aber Proteste zur Qualifikation der Boote, die hinter dem Boot von Germania ins Ziel gekommen waren, was am 26. August in einem Ausscheidungsrennen korrigiert werden sollte. Darüber waren nicht alle Teilnehmer informiert worden, sodass einige Boote fehlten, darunter auch der Vierer von Germania Hamburg. Daraufhin kam es zu der Entscheidung, das Ergebnis des Ausscheidungsrennens als offizielles Finalergebnis zu werten und für die drei Boote, die dieses Rennen verpasst hatten, am 27. August ein weiteres offizielles Finale auszurichten. Durch diesen Kompromiss gibt es für die Olympischen Spiele 1900 zwei offizielle Endläufe mit offiziellen Olympiasiegern, Olympiazweiten und Olympiadritten.
Zum zweiten Finale am 27. August traten neben dem Hamburger Boot Mannschaften von Minerva Amsterdam und vom Ludwigshafener Ruderverein an. Die Hamburger gewannen das Rennen mit über einer Bootslänge Vorsprung auf die Amsterdamer, die wiederum knapp vor den Ludwigshafenern das Ziel erreichten. Der Sieg der Hamburger war nicht nur der erste Olympiasieg deutscher Ruderer, sondern auch der erste Sieg eines deutschen Bootes bei einer größeren Regatta im Ausland überhaupt.
Carl Goßler war zum Zeitpunkt seines Olympiasieges noch Schüler.

## Leben
Carl Heinrich Goßler war ein Sohn des Juristen und Vorsitzenden des Hamburger Seeamts Carl Oscar Goßler (1843–1899) und dessen Ehefrau Elisabeth (* 1848). Die Kaufleute Carl Oscar Goßler (1875–1953) und Gustav Ludwig Goßler (1879–1940) waren seine Brüder. Im Gegensatz zu seinen beiden Brüdern wurde er nicht Kaufmann, sondern Berufsoffizier. Goßler war seit 27. Januar 1907 Leutnant im Infanterie-Regiment „Kaiser Wilhelm“ (2. Großherzoglich Hessisches) Nr. 116 in Gießen. Er fiel gleich zu Beginn des Ersten Weltkrieges.